# Georg Koës
Georg Hendrick Carl Koës (getauft 4. Februar 1782 in Antvorskov; † 6. September 1811 auf der Insel Zakynthos) war ein dänischer Altphilologe.
Koës studierte an der Universität Halle bei Friedrich August Wolf Philologie. 1806 ging er mit seinem Freund Peter Oluf Brøndsted für zwei Jahre zunächst nach Paris und danach nach Italien. Ab 1810 bereisten die beiden Griechenland mit Otto Magnus von Stackelberg, Carl Haller von Hallerstein, dem Maler Jakob Linckh (1787–1841) und Georg Christian Gropius. Auf dieser Reise starb er 1811 auf der Insel Zante an einer Lungenentzündung.

## Veröffentlichungen
- Commentatio de discrepantiis quibusdam in Odyssea occurrentibus. Seidelin, Kopenhagen 1806.
- Probe eines griechisch-deutschen Wörterbuchs über den Homer und die Homeriden. Den Buchstaben A enthaltend. Seidelin, Kopenhagen 1806.